# Zoe Moore
Zoe Moore (née en 1993 à Berlin) est une actrice allemande.

## Biographie
Zoe est la fille du réalisateur Elke Weber-Moore et de Eoin Moore. Son jeune frère Adrian Moore est aussi un acteur (il est vu dans le rôle de Vincent dans Mia and Me).
À l’âge de quatre ans, elle joua pour la première fois dans un film de son père, Plus moins de zéro en 1997.
Son premier rôle était dans le film Max Minsky et moi en 2007, qui reçut le Prix des Médias 2008 des enfants « L'Éléphant blanc ». Ce prix lui était aussi destiné pour son interprétation du jeune personnage principal de 13 ans, Nelly.

## Filmographie
- 1997 : Plus moins zéro
- 2002 : Annulation
- 2002 : Pigs Will Fly
- 2004 : Charlotte (court-métrage)
- 2005 : Headlock
- 2007 : Max Minsky et moi
- 2008 : Postmortem (série TV, 1 épisode)
- 2009 : Summertime Blues
- 2013 : La Petite Sirène, d'Irina Popov : Ondine
- 2013 : La Saveur des trognons de pommes
- 2016 : Un second printemps (téléfilm)